# Stanley Cortez
Stanley Cortez, nato Stanislaus Krantz (New York, 4 novembre 1905 – Los Angeles, 23 dicembre 1997), è stato un direttore della fotografia statunitense.
Tra i lavori più importanti di una carriera durata circa quarant'anni spiccano L'orgoglio degli Amberson (1942) e Da quando te ne andasti (1944), per i quali fu candidato all'Oscar alla migliore fotografia, il capolavoro gotico La morte corre sul fiume (1955), unica regia dell'attore Charles Laughton, il mélo La donna dai tre volti (1957) e il visionario Il corridoio della paura (1963), diretto da Samuel Fuller.

## Riconoscimenti
- Oscar alla migliore fotografia
  - 1943: candidato - L'orgoglio degli Amberson
  - 1945: candidato (con Lee Garmes) - Da quando te ne andasti

- American Society of Cinematographers
  - 1990: Premio alla carriera

## Filmografia parziale
- Il grido interrotto (Risky Business), regia di Arthur Lubin (1939)
- Donna dimenticata (The Forgotten Woman), regia di Harold Young (1939)
- Hawaiian Nights, regia di Albert S. Rogell (1939)
- Odio di sangue (Badlands of Dakota), regia di Alfred E. Green (1941)
- The Black Cat, regia di Albert S. Rogell (1941)
- Eagle Squadron, regia di Arthur Lubin (1942)
- L'orgoglio degli Amberson (The Magnificent Ambersons), regia di Orson Welles (1942)
- Il carnevale della vita (Flesh and Fantasy), regia di Julien Duvivier (1943)
- Da quando te ne andasti (Since You Went Away), regia di John Cromwell (1944)
- Una donna distrusse (Smash-Up: The Story of a Woman), regia di Stuart Heisler (1947)
- Dietro la porta chiusa (Secret Beyond the Door), regia di Fritz Lang (1947)
- L'uomo della Torre Eiffel (The Man on the Eiffel Tower), regia di Burgess Meredith (1949)
- Delitto in prima pagina (The Underworld Story), regia di Cy Endfield (1950)
- Kidd il pirata (Abbott and Costello Meet Captain Kidd), regia di Charles Lamont (1952)
- Pioggia di piombo (Black Tuesday), regia di Hugo Fregonese (1954)
- L'ultimo Apache (Apache), regia di Robert Aldrich (1954)
- La morte corre sul fiume (The Night of the Hunter), regia di Charles Laughton (1955)
- La donna dai tre volti (The Three Faces of Eve), regia di Nunnally Johnson (1957)
- Dinosaurus (Dinosaurus!), regia di Irvin S. Yeaworth Jr. (1960)
- Il corridoio della paura (Shock Corridor), regia di Samuel Fuller (1963)
- Il bacio perverso (The Naked Kiss), regia di Samuel Fuller (1964)
- Il ponte di Remagen (The Bridge at Remagen), regia di John Guillermin (1969)
- Un altro uomo, un'altra donna (Un autre homme, une autre chance), regia di Claude Lelouch (1977)